# Віденський арбітраж
Ві́денський арбітра́ж — назва двох політичних рішень, винесених арбітрами від Третього Райху та Королівства Італія, з метою «мирного задоволення» претензій Угорського королівства на території, які вона втратила за Трианонською угодою 1920 року. Перший арбітраж відбувся 1938, а другий — 1940 року.

## Передісторія
З часів Тріанонського мирного договору (1920), укладеного між Угорським королівством та державами Антанти, основою зовнішньої політики переможеної Угорщини стало повернення територій, втрачених в результаті Першої світової війни. Угорський ревізіонізм при цьому мав експансіоністський характер, оскільки держава претендувала не тільки на тотальне панування в районі Карпат, а й на продовження експансії проти сусідніх країн. Загострення суперечностей із Малою Антантою примушувало Угорське королівство шукати підтримки власного ревізіонізму у Третьому Рейху й Королівстві Італія, дотримуючись водночас політики балансування між ними.
11 жовтня 1938 Підкарпатська Русь отримала автономію у складі Чехословацької республіки. Помітну роль у цій події відіграв Олексій Геровський, який зумів досягти об'єднання майже всіх найвпливовіших політичних сил Закарпаття у єдиний «Руський блок». 26 жовтня 1938 уряд Підкарпатської Русі очолив Августин Волошин, після чого автономія була перейменована у Карпатську Україну. В цей час розпочалися терористичні акти угорських диверсантів, що входили до організації «Сабадчапаток», які організували вибух потягу у Береговому.
2 листопада 1938 відбувся Перший Віденський арбітраж, за підсумками якого Угорське королівство отримало Південну Словаччину та західну частину Карпатської України. Однак рішення арбітражу не задовольнили Угорське королівство, яке хотіло отримати контроль над усією територією Словаччини та Карпатської України.

## Перший Віденський арбітраж
Перший німецько-італійський міжнародний арбітраж відбувся у Відні 2 листопада 1938 р., внаслідок чого він, власне, отримав назву «Віденський арбітраж». Під час його проведення свої точки зору намагалися озвучити представники Карпатської України (Августин Волошин) та Словацької республіки (Йозеф Тисо), однак за ініціативою Й. Ріббентропа їм не дали виступити через те, що автономії, які вони представляли, не могли розглядатися як третя сторона. За підсумками Першого Віденського арбітражу Королівству Угорщина було передано території площею 11 927 км², з яких 10390 км² — територія Словаччини, а 1537 км² — територія Карпатської України. Частка угорського населення на словацьких територіях становила від 57 % (за словацькою статистикою) до 84 % (за даними угорської статистики). Тож до складу Королівства Угорщина було передано і частину території Закарпаття з містами Ужгород та Мукачево. 12 листопада 1938 згідно з постановою парламенту Королівства Угорщина всі ці території були офіційно включені до її складу. Після цього президент автономного уряду Карпатської України Августин Волошин переніс столицю до м Хуст.

## Другий Віденський арбітраж

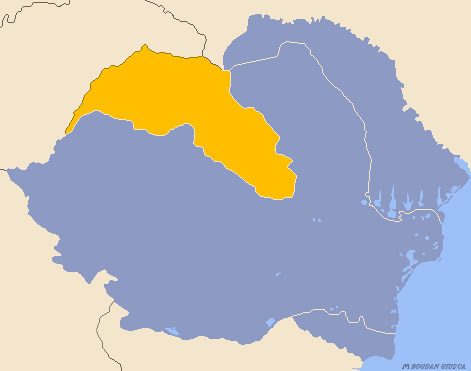
Переділ Румунії: північна Трансильванія виділена жовтим кольором (перейшла до складу Угорщини)

30 серпня 1940 відбувся Другий Віденський арбітраж, що стосувався територіальних претензій Угорщини стосовно Румунського королівства. За його рішенням Румунське королівство передало Угорському королівству Північну Трансільванію, Марамуреш (південну Мармарощину) та північну Кришану (загалом 43,6 тис. км²). Статистичні дані обох країн щодо етнічного складу населення Північної Трансільванії суттєво відрізнялись: за румунським переписом 1930 на цій території проживало 48,7 % румунів, 42 % угорців та 2,5 % німців. Дані угорського перепису 1910 свідчать, що більша частина населення регіону — угорці (51,4 %), в той час як румуни становили 42,2 %, німці — 4,1 %. На засіданні угорського уряду 31 серпня 1940 зазначалося, що за конфесійною належністю майже всі румуни Північної Трансільванії є греко-католиками. Це також було враховано при обґрунтуванні приєднання регіону до Угорської держави.
Однак Третій Рейх, сприяючи угорському ревізіонізмові, при цьому намагався не допустити надмірного посилення Королівства Угорщина та натомість посилити залежність від себе обох держав-антагоністів. З іншого боку, Третій Рейх одночасно залякував Румунське королівство та обіцяв йому територіальний приріст коштом СРСР. Перед початком арбітражу Третій Рейх шантажував офіційний Бухарест загрозою втрати провінцій Бессарабії у випадку, якщо Румунське королівство не погодиться на передачу Королівству Угорщина Трансільванії. Проте одразу після арбітражу знову почали розповсюджуватися чутки про намір СРСР захопити Бессарабію та Північну Добруджу. Загалом обіцянка Третього Рейху повернути Румунському королівству втрачені Бессарабію та Північну Буковину стали основною причиною «запрошення» нацистських військ до Румунське королівство та приєднання його до держав Осі.

## Скасування дії Арбітражів
На початку квітня 1945 територія з території Угорщини були вигнані нацистські збройні сили та підрозділи, підконтрольних угорському фашистському урядові. Після цього було створено нові органи державної влади під контролем радянської адміністрації. Держави антигітлерівської коаліції уклали мирний договір з Угорщиною, який набув чинності у 1947 та остаточно зафіксував скасування рішень обох Віденських арбітражів. Внаслідок цього державні кордони Угорщини були встановлені відповідно до рішень Тріанонського мирного договору.